# Rhaphidophora pertusa
Rhaphidophora pertusa — лазячий вид ароїдних рослин з роду Rhaphidophora родини Araceae. Вид, який, зовні, дуже схожий на R. tetrasperma, зустрічається на Андамансько-Нікобарських островах і Мальдівах, а також у Бангладеш, Індії, М’янмі, Таїланді та Шрі-Ланці.